# Lucie Böhm
Lucie Böhm, född den 12 oktober 1974,  är en österrikisk orienterare som blev världsmästarinna på medeldistans 1997 och tog silver på samma distans 1999.